# استان کیسیدوگو
استان کیسیدوگو (به لاتین: Kissidougou Prefecture) یک منطقهٔ مسکونی در گینه است که در ناحیه فرانه واقع شده‌است. استان کیسیدوگو ۸٬۳۰۰ کیلومتر مربع مساحت و ۲۸۳٬۶۰۹ نفر جمعیت دارد.